# 高山忠三
高山 忠三（たかやま ちゅうぞう）は、日本の海軍軍人。最終階級は海軍大佐。

## 履歴
- 1905年（明治38年）3月31日 - （旧制）栃木県立栃木中学校修了
- 1907年（明治40年）11月20日 - 海軍兵学校（35期）卒業
- 1908年（明治41年）12月25日 - 海軍少尉
- 1923年（大正12年）12月1日 - 「灘風」駆逐艦長
- 1924年（大正13年）12月1日 - 「羽風」駆逐艦長
- 1926年（大正15年）12月1日 - 「長月」艤装員長・「睦月」駆逐艦長
- 1927年（昭和2年）4月30日 - 「長月」駆逐艦長
  - 11月15日 - 第1掃海隊司令
- 1928年（昭和3年）12月10日 - 第13駆逐隊司令
- 1930年（昭和5年）12月1日 - 第12駆逐隊司令
- 1932年（昭和7年）12月1日 - 「古鷹」艦長
- 1933年（昭和8年）11月15日 - 呉鎮守府付

## 栄典
- 1909年（明治42年）3月1日 - 正八位[1]
- 1914年（大正3年）1月30日 - 正七位[2]